# Twierdzenie o odwzorowaniu otwartym
Twierdzenie o odwzorowaniu otwartym – twierdzenie podające warunek wystarczający na to, by ciągły operator liniowy działający między F-przestrzeniami (a więc w szczególności przestrzeniami Banacha) był odwzorowaniem otwartym.
Szczególny przypadek tego twierdzenia zwany jest twierdzeniem Banacha-Schaudera, a jednym z wniosków z tego twierdzenia jest twierdzenie Banacha o operatorze odwrotnym.

## Twierdzenie
Niech {\displaystyle X,Y} będą przestrzeniami liniowo-topologicznymi oraz {\displaystyle \Lambda \colon X\to Y} będzie operatorem liniowym i ciągłym. Jeżeli {\displaystyle X} jest F-przestrzenią oraz {\displaystyle \Lambda (X)} jest podzbiorem drugiej kategorii przestrzeni {\displaystyle Y,} to {\displaystyle \Lambda } jest odwzorowaniem otwartym, {\displaystyle \Lambda (X)=Y} oraz {\displaystyle Y} jest F-przestrzenią.

## Wnioski
Niech {\displaystyle X,Y} będą F-przestrzeniami oraz {\displaystyle \Lambda \colon X\to Y} będzie operatorem liniowym i ciągłym.
- Twierdzenie Banacha-Schaudera

Jeśli {\displaystyle \Lambda (X)=Y,} to {\displaystyle \Lambda } jest odwzorowaniem otwartym.
- Twierdzenie Banacha o operatorze odwrotnym

Jeżeli {\displaystyle \Lambda (X)=Y} oraz {\displaystyle \Lambda } jest odwzorowaniem różnowartościowym, to {\displaystyle \Lambda ^{-1}} jest ciągłe.
- Jeżeli {\displaystyle X} i {\displaystyle Y} są przestrzeniami Banacha oraz {\displaystyle \Lambda } jest bijekcją, to istnieją takie dodatnie stałe rzeczywiste {\displaystyle a,b,} że

{\displaystyle a\|x\|\leqslant \|\Lambda x\|\leqslant b\|x\|} dla każdego {\displaystyle x\in X.}
- Warunek wystarczający na równoważność norm zupełnych

Jeżeli {\displaystyle (X,\|\cdot \|_{1}),(X,\|\cdot \|_{2})} są przestrzeniami Banacha oraz dla każdego ciągu {\displaystyle (x_{n})_{n\in \mathbb {N} }} punktów przestrzeni {\displaystyle X} spełniony jest warunek
{\displaystyle \lim _{n\to \infty }\|x_{n}\|_{1}=0\Rightarrow \lim _{n\to \infty }\|x_{n}\|_{2}=0,}
to normy {\displaystyle \|\cdot \|_{1}} i {\displaystyle \|\cdot \|_{2}} są równoważne.
- Jeżeli {\displaystyle (X,{\mathcal {T}}_{1}),(X,{\mathcal {T}}_{2})} są F-przestrzeniami oraz {\displaystyle {\mathcal {T}}_{1}\subseteq {\mathcal {T}}_{2},} to {\displaystyle {\mathcal {T}}_{1}={\mathcal {T}}_{2}}